# Парадокс на Гифън
Парадокс на Гифън е изключение в нормалната обратнопропорционална връзка между цената на една стока и търсеното от нея количество, формулирано от Гифън. Той забелязал, че в случая на консумацията на хляб търсеното количество нараства с увеличаване на цената, което е изключение от общия закон за търсенето. Ако едно бедно семейство изразходва дохода си за хляб и месо, покачването на цената на хляба ще направи невъзможно това семейство да си позволи и малко количество месо. Оттук следва изводът, че при поддържане на едно и също равнище на консумацията на хляб ще се получи излишък на доход, с който може да се купи още хляб. Оттук произлиза и повишената консумация на хляб, въпреки увеличената му цена. Този парадокс се обяснява с теорията за дохода и заместителния ефект: ефектът на дохода върху търсенето на стоката надделява ефекта на заместването и се получава смяна на знака на ефекта на дохода от положителен в отрицателен.
На фигурата l1 и l2 са кривите на безразличието на даден потребител, който е изправен пред избора на стоката F или G. Намалението на цената на стоката G (което означава, че по-голямо количество от нея може да се придобие за същото количество от стоката F) се изразява в изместване на бюджетната линия от AC в AD, но в същото време има намаление на търсеното количество от нея от Qr на Qc, тъй като ефектът на дохода yz е по-силен от ефекта на заместване xz.

## Стока на Гифън
Стока на Гифън се нарича такава стока, чието търсене се увеличава с повишаване на цената ѝ. Гифън забелязва при основните хранителни продукти това изключение от нормалната крива на търсенето, която изразява обратнопропорционалната връзка между цената на дадена стока и търсеното количество.